# Agnes Dean Abbatt
Agnes Dean Abbatt (Nueva York, Estados Unidos, 23 de junio de 1847-Nueva York, 1 de enero de 1917) fue una pintora estadounidense. Fue la segunda mujer en ser elegida para formar parte de la American Watercolor Society.

## Biografía
Su madre descendía de hugonotes franceses; su bisabuelo y su familia habían llegado desde Inglaterra a finales del siglo XVIII.

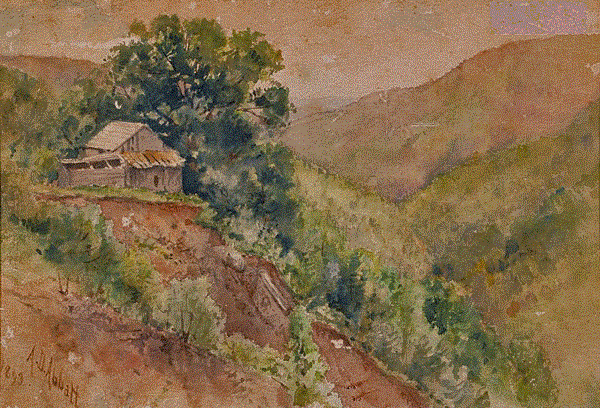
Hillside Landscape, cuadro de 1893.

Aunque su abuela tenía un gran talento artístico, Agnes fue la única que adoptó el arte como profesión. Desde que era niña mostró un gran talento para el dibujo, pero no comenzó a estudiar hasta 1873, año en que accedió a la escuela de Cooper Union. La victoria en un concurso le brindó el acceso a la Academia Nacional de Diseño, sita en Nueva York.
Sin embargo, como no quería dedicarse a la pintura de figuras humanas, dejó la academia y comenzó a estudiar la pintura de paisajes. Se distinguió también como acuarelista y pintora de flores. De hecho, fue la segunda mujer en formar parte de la American Water Color Society.
Ejerció de profesora en Nueva York y Maine y siguió pintando hasta su fallecimiento, acaecido el 1 de enero de 1917.

## Obras destacadas
Entre su abundante producción de obras, destacan:
| - When Autumn Turns the Leaves - The Last of the Flowers - Flowers of the Frost - Our Japanese Cousins - From the Land of the Mikado - Autumn Colors | - A Japanese Embassy - Near Barnstable, Cape Cod - The Noisy Geese that Gabbled o'er the Pool - A Summer Afternoon on the New England Coast - In Lobster Lane, Magnolia, Mass |

## Atribución
- Este artículo contiene texto traducido desde una publicación que se encuentra ahora en dominio público: Willard, Frances Elizabeth; Livermore, Mary Ashton Rice (1897). American Women: Fifteen Hundred Biographies with Over 1,400 Portraits : a Comprehensive Encyclopedia of the Lives and Achievements of American Women During the Nineteenth Century. Mast, Crowell & Kirkpatrick.

- Datos: Q22670474
- Multimedia: Agnes Dean Abbatt / Q22670474